# Monomorium drapenum
Monomorium drapenum är en myrart som beskrevs av Bolton 1987. Monomorium drapenum ingår i släktet Monomorium och familjen myror. Inga underarter finns listade i Catalogue of Life.